# Kasata klasztorów przez Henryka VIII
Kasata klasztorów przez Henryka VIII (ang. Dissolution of the Monasteries) to wynik szeregu działań administracyjnych i prawnych w latach 1536–1541, w ramach których król Henryk VIII rozwiązał klasztory katolickie w Anglii, Walii i Irlandii, przywłaszczył ich dochody i sprzedał majątki.  

## Przebieg kasaty
Pierwsze działania zostały podjęte w 1534 r., kiedy król Henryk VIII ogłosił się głową Kościoła w Anglii (Akt supremacji), a Thomas Cromwell został upoważniony przez parlament do „wizytacji” klasztorów oficjalnie w celu powiadomienia zakonników, że odtąd będą nadzorowani przez króla, a nie papieża, ale w rzeczywistości w celu dokonania inwentaryzacji ich własności. Później, w 1535 r., działania te podjęła specjalna komisja, jednocześnie prowadząc akcję propagandową przeciwko zakonom. Komisja przekazała Parlamentowi pisemne (prawdopodobnie przesadzone) raporty, w których podkreślono korupcję występującą w klasztorach, a zakonom zarzucono liczne wykroczenia przeciwko moralności.
Na podstawie tych raportów w 1536 r. Parlament postanowił, że odtąd król Anglii będzie właścicielem wszystkich klasztorów o rocznych dochodach poniżej 200 funtów. Ponieważ środek ten nie przyniósł spodziewanych zysków, w 1539 r. Parlament zezwolił na kasatę wszystkich klasztorów. Niektóre klasztory stawiały opór, ale po egzekucji trzech opatów pozostali pogodzili się z działaniami króla; tym bardziej, że po utworzeniu Kościoła anglikańskiego Henryk VIII zaoferował zakonom możliwość przyłączenia się do nowej, oficjalnej religii w charakterze kaznodziejów utrzymywanych przez Koronę, podczas gdy inni mnisi otrzymywaliby dożywotnią emeryturę, aby zrekompensować utratę ich źródeł utrzymania. Dzięki temu wiele klasztorów zaakceptowało królewską konfiskatę bez dalszego oporu. W sumie pensje zaoferowane przez króla przyjęło 6600 zakonników i 2000 zakonnic.
Jako protest przeciwko kasacie klasztorów w 1536 wybuchło powstanie ludowe tzw. Pielgrzymka Łaski, stłumione przez króla.

## Skutki kasaty
Klasztory posiadały duże obszary żyznej ziemi (13% ziemi w Anglii i Walii), gospodarstwa rolne, a także nieruchomości i gotówkę, z tego powodu ich przymusowa konfiskata przez Koronę spowodowała skuteczną transformację gospodarki; faktycznie dziesięciny otrzymywane przez klasztory były nadal wymagane, ale tym razem jako królewski podatek. Trzy czwarte skonfiskowanej ziemi stała się własnością szlachty, która była największym beneficjentem kasaty klasztorów.
Chciwość urzędników królewskich i presja Henryka VIII, aby w krótkim czasie osiągać zyski spowodowały, że wiele nieruchomości sprzedano za bardzo małe kwoty arystokracji i drobnej szlachcie. Wiele cennych dzieł sztuki również zniszczono, ponieważ nie były uznane za nadające się do sprzedaży. Korona zarezerwowała dla siebie sprzedaż złotych i srebrnych przedmiotów, zaś inne cenne przedmioty zostały sprzedane bogatym właścicielom ziemskim. Opuszczone budynki klasztorne zostały celowo zniszczone w celu uzyskania kamieni do innych konstrukcji lub metalowych części do odsprzedaży. Utracono także ważne stare książki i rękopisy, niektóre zniszczono, ale wiele innych sprzedano bogatym kolekcjonerom, a następnie wywieziono z Anglii i rozproszono po całej Europie.

Zrujnowane klasztory
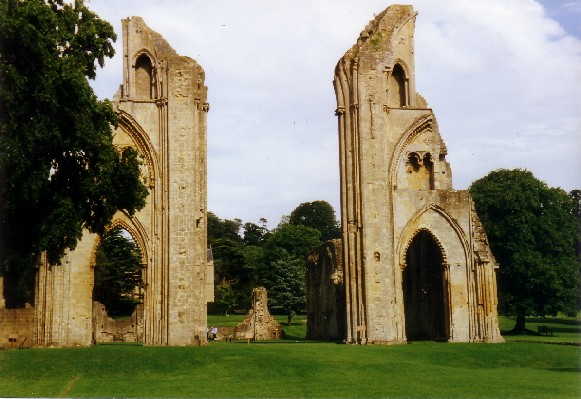
Opactwo w Glastonbury
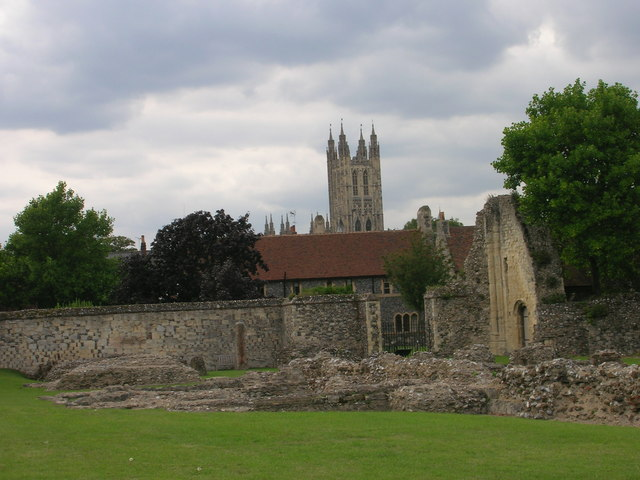
Opactwo św. Augustyna w Canterbury
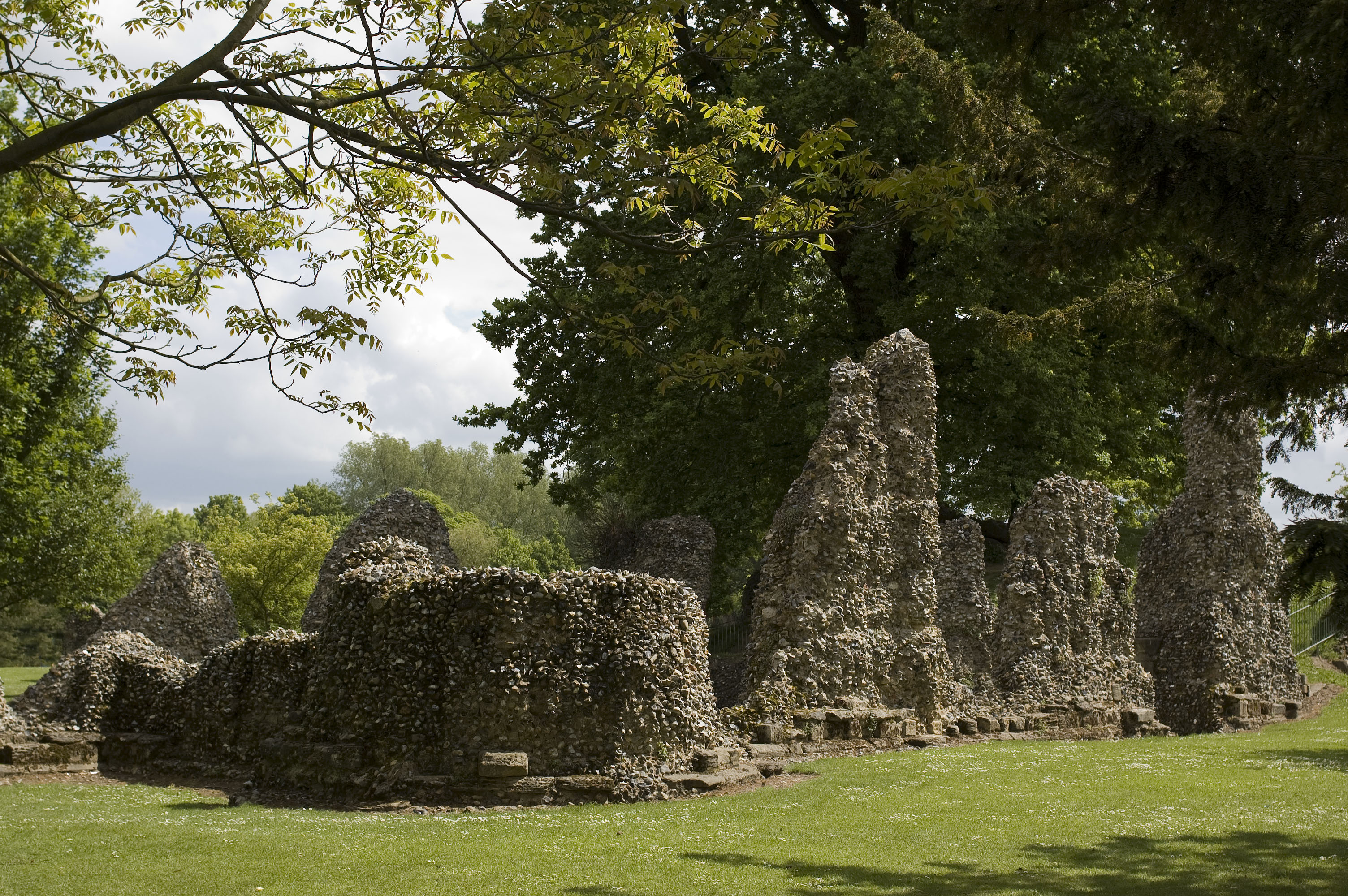
Opactwo w Bury St Edmunds
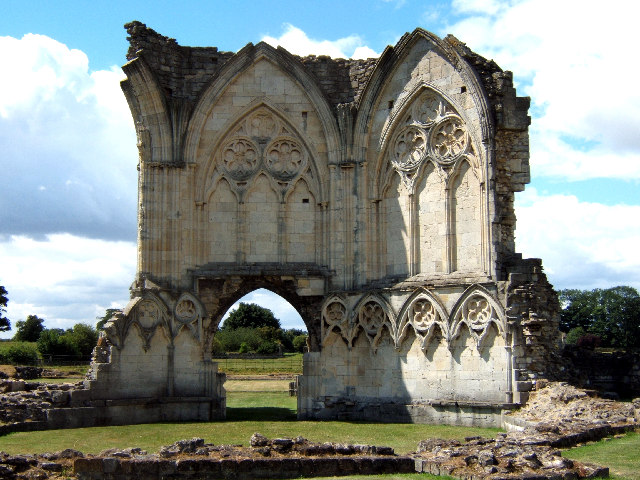
Thornton Abbey (Lincolnshire)
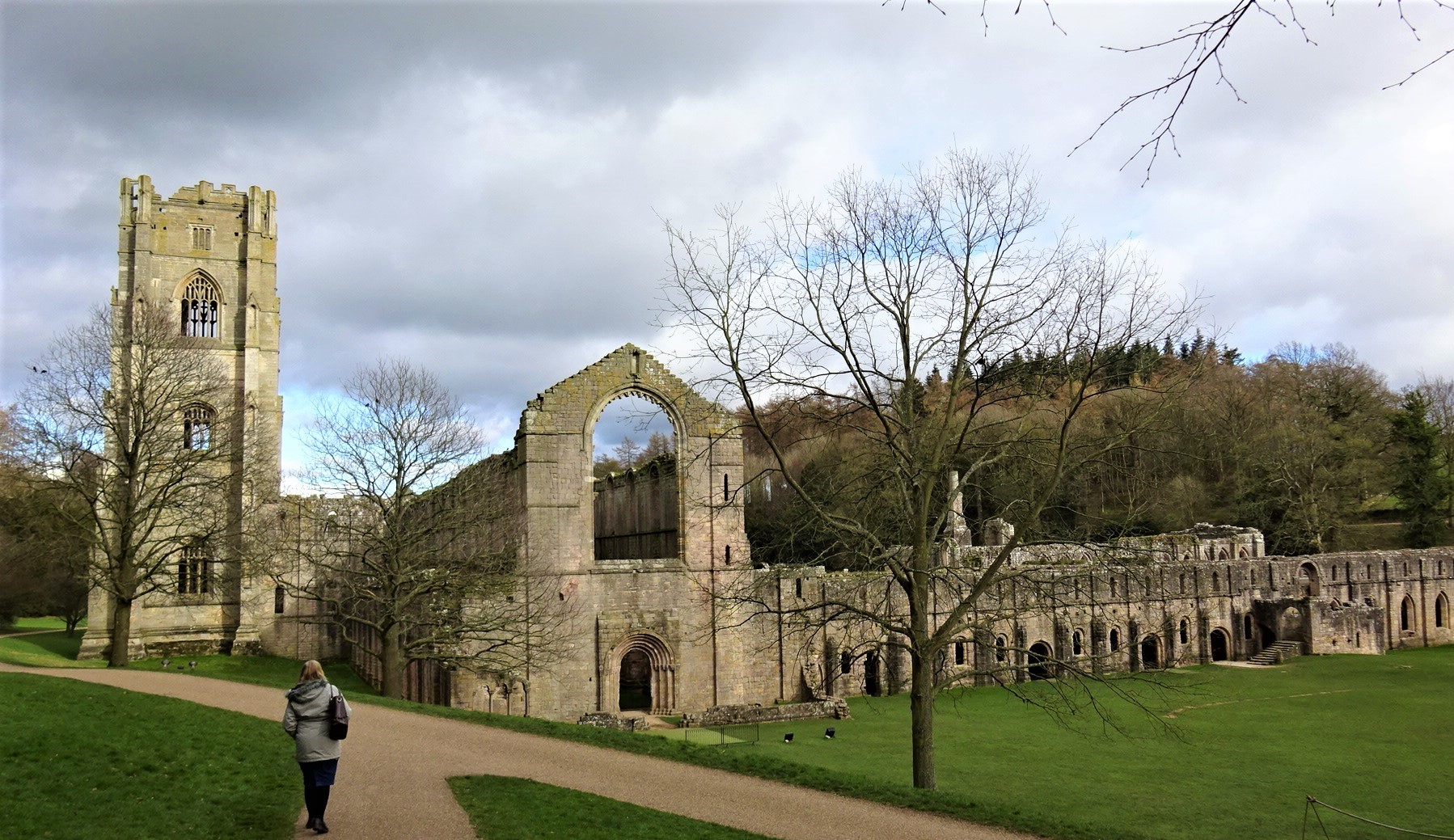
Fountains Abbey
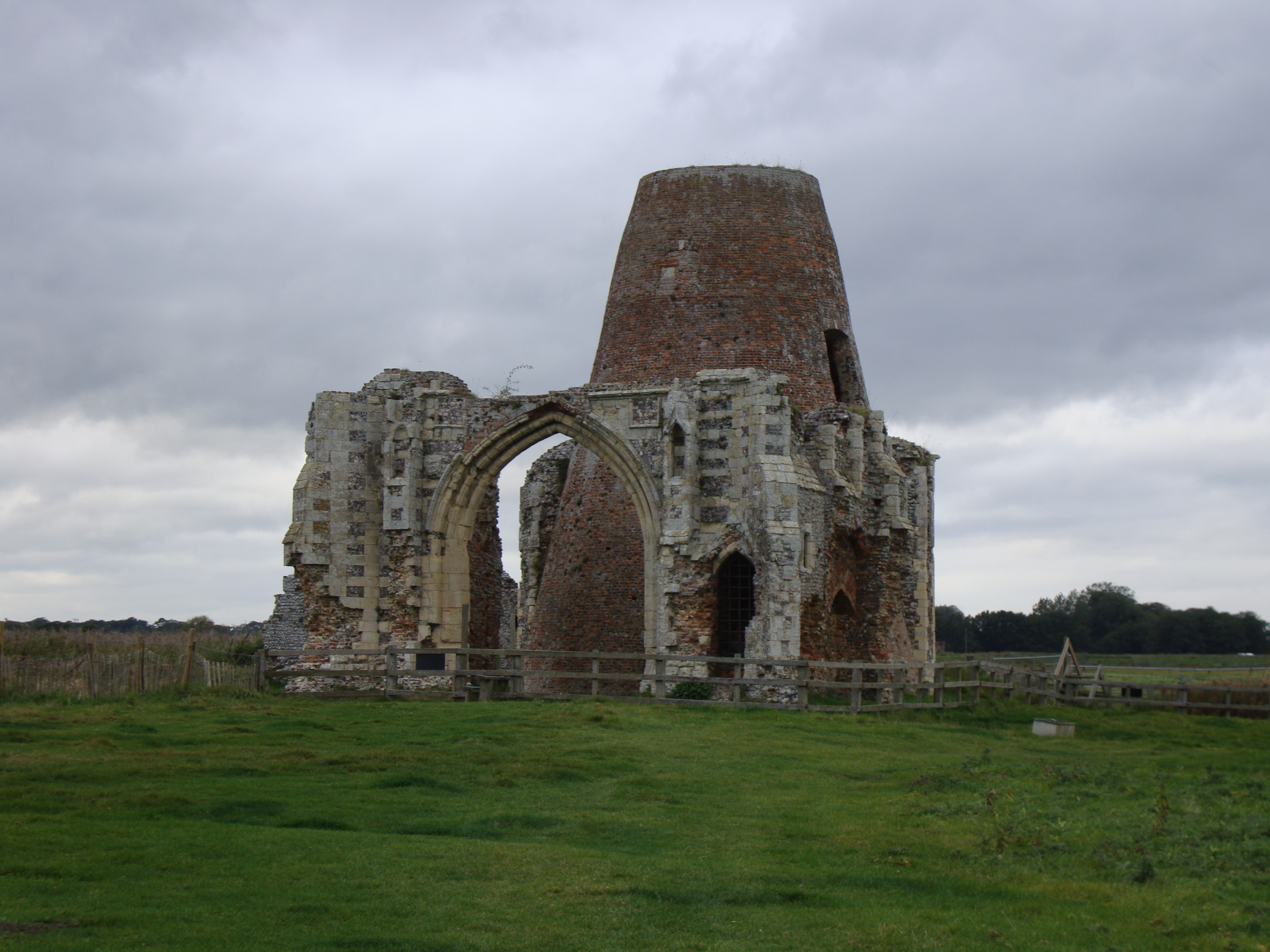
St Benet's Abbey (Norfolk)
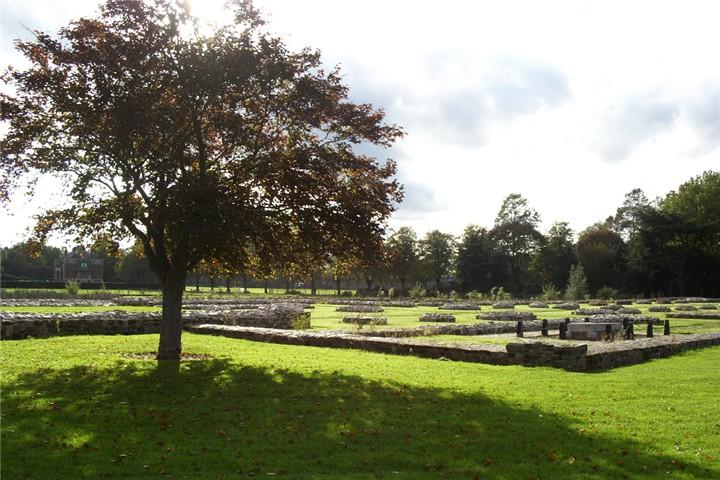
Abbey Park w Leicester
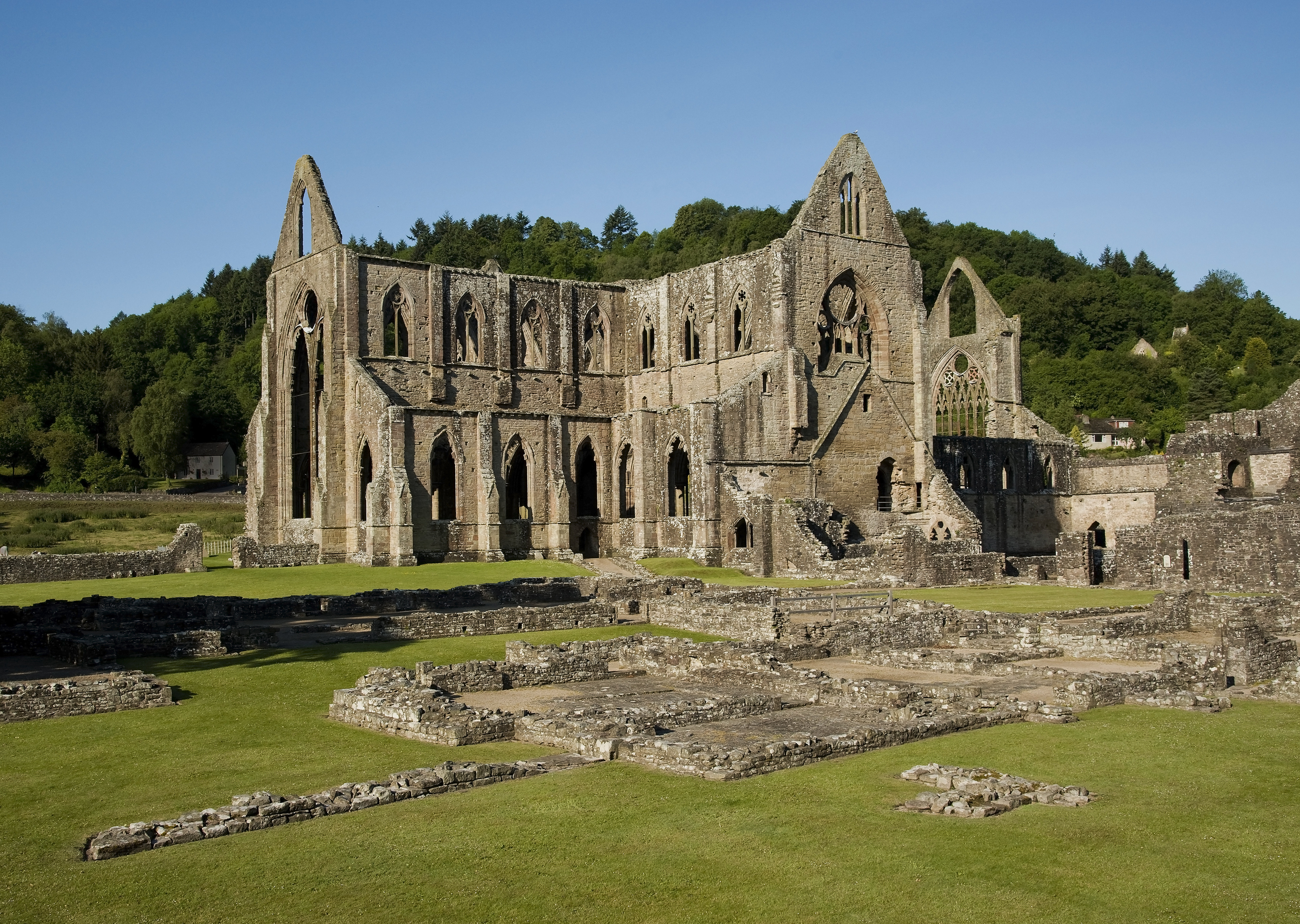
Opactwo Tintern (Walia)
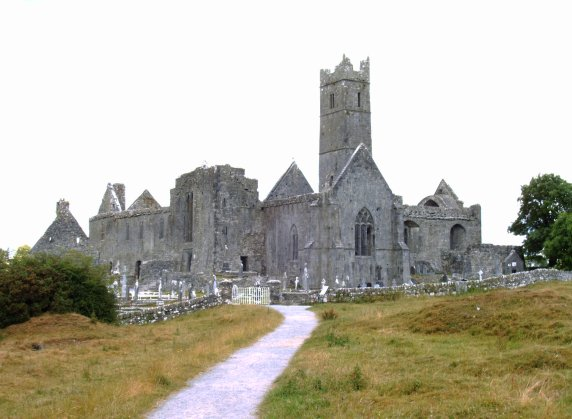
Opactwo w Quin (Irlandia)